# Journey to Silius
Journey to Silius (в японской версии называется Rough World (ラフワールド, Rafu Wārudo, пишется как [rʌf] WORLD)), — видеоигра в жанре беги и стреляй, выпущенная компанией Sunsoft эксклюзивно для игровой консоли NES в 1990 году. Изначально игра разрабатывалась по мотивам фильма Терминатор, но потом SunSoft лишилась лицензии.

## Игровой процесс
Геймплей схож с другими подобными играми в жанре «беги и стреляй», вроде Mega Man и Contra. Главный герой бежит по уровню (преимущественно слева направо) и уничтожает врагов-роботов. В конце каждого уровня игрока ожидает босс, как правило, имеющий уязвимость только в определённой части корпуса. У персонажа есть основное оружие с неограниченным боезапасом, но при уничтожении боссов он получает другие виды вооружения, к которым нужно подбирать амуницию. Она, а также аптечки, «выпадают» из уничтоженных врагов.

## Сюжет
В 2373 году по новому космическому календарю. Проблема перенаселённости Земли вынудила людей переселяться в космические колонии. Джей Маккрей, сын одного из учёных-разработчиков колонии #428 в системе звезды Силиус, готовится переехать туда и продолжить дело своего отца. Однако на борту происходит загадочный взрыв, убивший весь персонал и уничтоживший бортовые данные.
В доме отца Джей обнаруживает дискету, которая содержит не только полные чертежи станции, но и личное сообщение от отца. В нём сказано, что за взрыв на колонии ответственны террористы. Чтобы защитить колонию и отомстить за отца, Джей бросает им вызов…

## Разработка
Journey to Silius изначально задумывался как игра, основанная на фильме 1984 года «Терминатор». Однако Sunsoft потеряла лицензию во время разработки, и в результате сюжет и графика были изменены до выпуска.
Американская версия отличается дизайном персонажа игрока от того, который использовался в японской и европейской версиях (на которых главный герой изображен в футуристических доспехах и шлеме, а не с открытой головой). Предварительная сборка японской версии, просто названная «Rough», отличалась тем же дизайном персонажа, который использовался для розничной американской версии.

## Отзывы
| Иноязычные издания | Иноязычные издания |
| Издание            | Оценка             |
| ------------------ | ------------------ |
| GamePro            | 17/25              |